# Mieczysław Gajda (1931–2017)
Mieczysław Gajda (ur. 13 czerwca 1931 w Warszawie, zm. 27 kwietnia 2017 tamże) – polski aktor teatralny, filmowy i dubbingowy, szczególnie znany z roli smerfa Ważniaka w serialu animowanym Smerfy, a także konferansjer. 
Jego głosem mówiły też takie postacie jak nietoperz Gacuś z Zamku Eureki, Kaczor Daffy (zanim rolę tę przejął Stefan Knothe), czy Scrappy Doo (w pierwszej wersji językowej Scooby i Scrappy Doo). Był pierwszym polskim głosem Asteriksa (pierwsza wersja filmu Dwanaście prac Asteriksa). 

## Życiorys

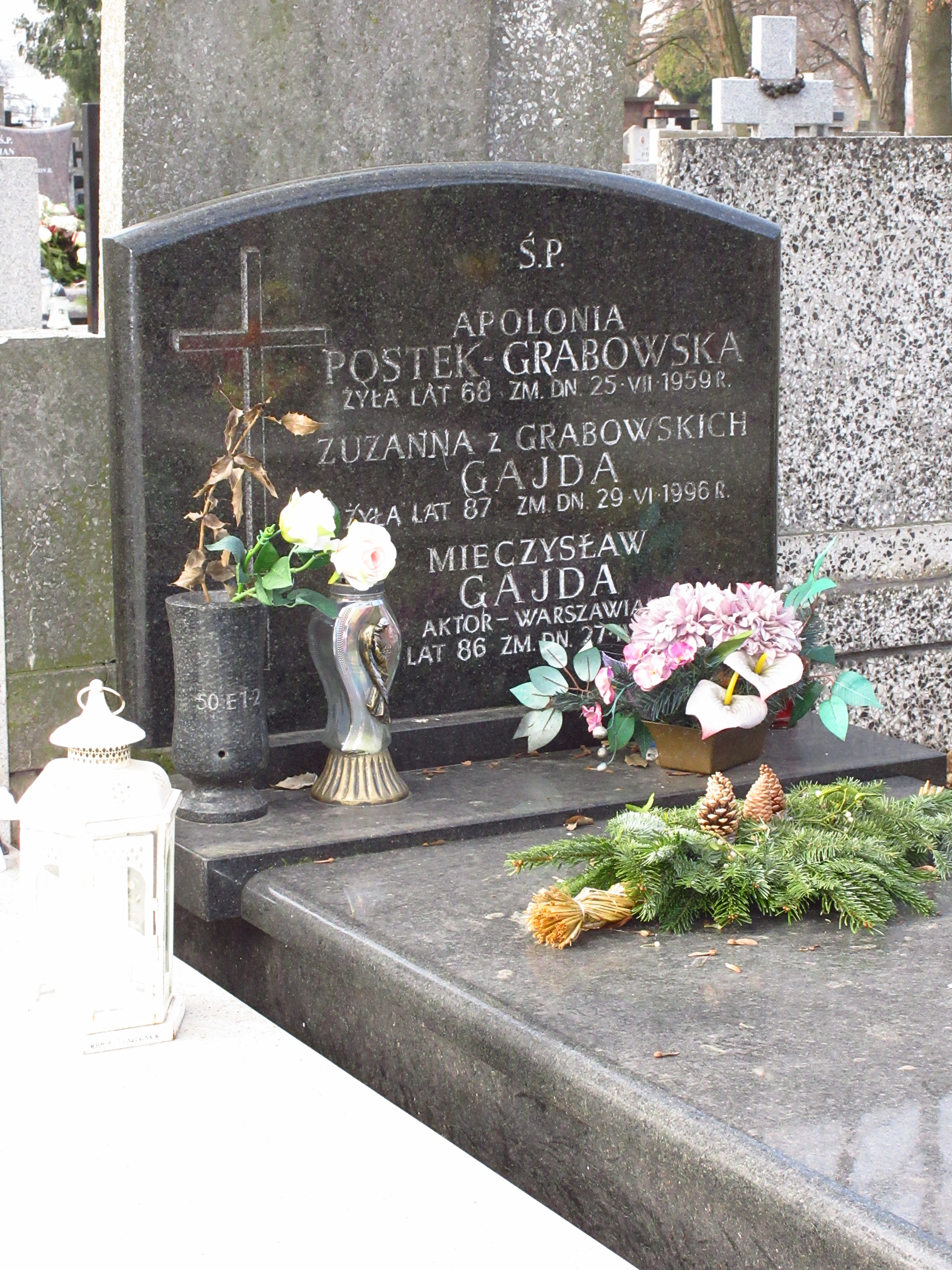
Grób Mieczysława Gajdy na cmentarzu Bródnowskim

Był absolwentem VIII Liceum Ogólnokształcącego im. Władysława IV w Warszawie. Do śmierci udzielał się w Klubie Wychowanków tej szkoły. W 1955 roku ukończył studia na PWST w Warszawie. Był związany z warszawskimi teatrami: Ludowym (1955–1958) i Polskim (1958–1972). Przez wiele lat był związany z Jerzym Nasierowskim (do 1973).
Zmarł 27 kwietnia 2017. Pochowany na cmentarzu Bródnowskim (kwatera 50E rząd 1, grób 4).

## Filmografia
- 1959: Wspólny pokój – Lucjan Salis
- 1959: Awantura o Basię – Feliks Szot
- 1967: Paryż – Warszawa bez wizy – szef ekipy gimnastyczek
- 1967: Słońce wschodzi raz na dzień – głupi Wala
- 1969: Dzień oczyszczenia
- 1985: Podróże pana Kleksa – 
  - Abeta,
  - minister informacji (głos, wersja polska)
- 1986: Bohater roku – przygotowujący konkurs „Miss Polonia”
- 1988: Pan Kleks w kosmosie – 
  - Melośmiacz (głos),
  - robot klasowy Bajtek (głos)
- 2015: Noc Walpurgii – portier

## Polski dubbing

### Filmy
- 1957: Dwunastu gniewnych ludzi – Przysięgły nr 2 (druga wersja dubbingu)
- 1960: Wehikuł czasu
- 1962: Skarb w Srebrnym Jeziorze – Gunstick Uncle
- 1963: Winnetou: Część I – Gunstick Uncle
- 1964: Winnetou: Część II – Gunstick Uncle
- 1965: Człowiek z Hongkongu – Biscoton
- 1965: Sposób na kobiety – Colin
- 1965: Wojna i pokój
- 1966: Przed wojną – Lubomir Protic
- 1966: Złodziej samochodów – Dietoczkin
- 1967: Cudowna łamigłówka – fizyk
- 1970: Aryskotraci – Georges Hautecourt
- 1971: Król Lir – błazen
- 1976: Dwanaście prac Asteriksa – Asterix (pierwsza wersja dubbingu)
- 1986: Gwiazdkowy prezent – kierowca-zabawka
- D1986: I oto przyszedł Bumbo
- 1987: Kocia ferajna w Beverly Hills – Benny Kuleczka (pierwsza wersja dubbingu)
- 1987: Scooby Doo i bracia Boo – Duch Freako
- 1990: Tajemnica zaginionej skarbonki – Ważniak
- 1992: Kometa nad Doliną Muminków
- 1996: Świąteczna gorączka – Booster
- 1998: Rudolf czerwononosy renifer – Milo
- 1999: Babar – król słoni
- 1999: Eugenio
- 2001: Tryumf pana Kleksa − Trąbatron I Minister Dworu
- 2003: Sindbad: Legenda siedmiu mórz

### Seriale
- 1929-1969: Zwariowane melodie – Kaczor Daffy (kreskówki po 1948 r.)
- 1960-1966: Flintstonowie (trzecia wersja dubbingu)
- 1961–1962: Kocia ferajna – Benny Kuleczka (pierwsza wersja dubbingu)
- 1975–1976, 1982–1983: Pszczółka Maja – Żuk Feliks
- 1979: Scooby i Scrappy Doo – Scrappy Doo (pierwsza wersja dubbingu)
- 1980: Figle z Flintstonami
- 1981–1989: Smerfy –
  - Smerf Ważniak,
  - Dziadek Smerf (serie VI-VIII)
- 1983-1986: Inspektor Gadżet – Mądrasek (Łepek) (wersja z 1991 roku; odc. 66-80)
- 1985–1988: M.A.S.K. – Dr Choi (odc. 43)
- 1986–1987: Bosco – Żabon
- 1986-1988: Troskliwe Misie – Kosmiczny klaun (odc. Kosmiczne bańki)
- 1987–1990: Kacze opowieści –
  - doktor Bąbelak (pierwsza wersja dubbingu; odc. 28),
  - król Terra-Firmianów (druga wersja dubbingu; odc. 54)
- 1988: Denver, ostatni dinozaur – Denver
- 1988: Hemingway – Kelner (odc. 4)
- 1988-2001: Madeline
- 1988: Miś Yogi – Buffalo Billy
- 1989–1995: Zamek Eureki – Gacuś
- 1989–1990: Chip i Dale: Brygada RR
- 1990-1994: Przygody Animków – Kaczor Daffy (odc. 44-64)
- 1990-1994: Super Baloo – doktor Zibaldo (pierwsza wersja dubbingu)
- 1991–1993: Powrót do przyszłości
- 1991–1992: Trzy małe duszki – Rufus (odc. 25b)
- 1992–1993: Conan – łowca przygód – Ifus (odc. 22)
- 1992: Nowe podróże Guliwera
- 1992: Piotruś w krainie czarów, czyli podróż fantastyczna – Siewca Snów
- 1993–1998: Animaniacy – Kaczor Daffy (odc. 36a)
- 1994–1996: Kleszcz (pierwsza wersja dubbingu)
- 1995–1998: Pinky i Mózg – Larry (odc. 28a)
- 1995–1996: Maska – Crosby (odc. 11)
- 1996−1999: Ulica Sezamkowa
- 1996-2003: Laboratorium Dextera
- 1997: Księżniczka Sissi
- 1997: Kundle i reszta – Mucha
- 1997-2004: Johnny Bravo
- 1998: Przygody Kuby Guzika – Król Archibald
- 1999: Kapitan Fracasse – Lafumée
- 2000–2001: Tata lew −
  - Zachariasz Wielki (odc. 23),
  - pingwin lokaj (odc. 25)
- 2004: Lilli czarodziejka – Merlin (odc. 14)

### Gry komputerowe
- 1996: Smerfy: Smerfoteletransporter – Ważniak
- 2000: Najdłuższa podróż – Handlarz map
- 2001: Na kłopoty Pantera –
  - Zarządca obozu Chilly Wa-Wa,
  - sir Badley,
  - Listonosz,
  - Kaniuk
- 2001: Baldur’s Gate II: Cienie Amn –
  - Kapitan Erelon,
  - Carras,
  - Mnich z Amkethran,
  - Mężczyzna z Saradush
- 2002: Muminki: W Dolinie Muminków – Ryjek
- 2002: Modi i Nanna: Sprytne smyki –
  - Instruktor,
  - Weteran Eryk

### Słuchowiska
- Matysiakowie – Wuj Kostek
- 1971: Brzydkie kaczątko – Brzydkie Kaczątko
- 1979: Calineczka – Bielinek
- 1987: Kot w butach – Janek
- 1988: Śmichy-chichy na wyspie Umpli-Tumpli
- 1993−1994: Kajtuś czarodziej – Przewodnik
- 1994: Mistrz i Małgorzata – Bengalski (cz. 1)
- 1997: Zemsta – Perełka, kuchmistrz
- 2002: Alicja w Krainie Czarów – Smok
- 2002: Pinokio – Tuńczyk

## Lektor

### Filmy
- 1976: Smerfowy flet